# Oxnard (album)
Oxnard è il terzo album in studio del cantante statunitense Anderson .Paak, pubblicato nel 2018 dalla Aftermath di Dr. Dre. Ottiene un punteggio pari a 73/100 su Metacritic, basato su 17 recensioni. Kendrick Lamar, J. Cole, Dr. Dre, Snoop Dogg e Q-Tip partecipano al disco.
| Recensione    | Giudizio |
| ------------- | -------- |
| AllMusic      | [ 1 ]    |
| XXL           | [ 2 ]    |
| The Guardian  | [ 2 ]    |
| NME           | [ 2 ]    |
| Exclaim!      | [ 2 ]    |
| Rolling Stone | [ 2 ]    |
| Pitchfork     | [ 2 ]    |
| HipHopDX      | [ 2 ]    |

## Tracce
1. The Chase (featuring Kadhja Bonet) – 3:23 – Jhair Lazo, Anderson Paak, Bonet (prod. agg.)
2. Headlow (featuring Norelle) – 4:10 – Rios, King Michael Coy, Avant
3. Tints (featuring Kendrick Lamar) – 4:28 – Keith, Paak
4. Who R U? – 2:48 – Dr. Dre, Mell, Dem Jointz (prod. agg.), Brissett (prod. agg.)
5. 6 Summers – 4:42 – Paak, Mell, Pounds (co-prod.)
6. Saviers Road – 2:24 – 9th Wonder
7. Smile / Petty – 4:42 – Callum and Kiefer, King Michael Coy
8. Mansa Musa (featuring Dr. Dre & Cocoa Sarai) – 2:53 – Mell, Dr. Dre, Focus... (prod. agg.), Brissett (prod. agg.)
9. Brother's Keeper (featuring Pusha T) – 4:14 – Paak, Jairus "J.Mo" Mozee, Dem Jointz (co-prod.)
10. Anywhere (featuring Snoop Dogg & The Last Artful, Dodgr) – 3:46 – Pounds
11. Trippy (featuring J. Cole) – 5:23 – Chris Dave
12. Cheers (featuring Q-Tip) – 5:34 – Focus..., Q-Tip, Dr. Dre, Brissett (co-prod.)

Tracce bonus
1. Sweet Chick (featuring BJ the Chicago Kid) – 3:57 – Mell
2. Left to Right – 3:55 – Pounds, Mell, Dr. Dre

## Classifiche settimanali
| Classifica (2018)         | Posizione massima |
| ------------------------- | ----------------- |
| Australia                 | 20                |
| Belgio (Fiandre)          | 25                |
| Belgio (Vallonia)         | 135               |
| Canada                    | 17                |
| Danimarca                 | 31                |
| Norvegia                  | 37                |
| Nuova Zelanda             | 22                |
| Paesi Bassi               | 21                |
| Stati Uniti               | 11                |
| US Top R&B/Hip-Hop Albums | 6                 |
| Svizzera                  | 46                |